# Simone di San Quintino
Simone di San Quintino (fl. 1245-1248) è stato un missionario, viaggiatore e diplomatico francese, appartenente all'ordine domenicano.

## Biografia
Simone di San Quintino fece parte dell'ambasciata domenicana guidata da frate Ascelino o Anselmo, inviata da papa Innocenzo IV ai mongoli di Armenia e Persia nel 1247. Il resoconto di Simone è andato perduto nella sua forma originale, ma estesi frammenti ci sono stati conservati da Vincenzo di Beauvais nello Speculum historiale, diciannove capitoli del quale sono espressamente tratti ex libello fratris Simonis.
L'ambasciata di Ascelino e Simone, accompagnati da André de Longjumeau, partì da San Giovanni d'Acri e raggiunse al campo di Bayju o Bachu Noyan (cioè del "Generale" Bayju, Noyan significa "comandante di 10.000 uomini") a Sitiens in Armenia, tra il fiume Aras e il lago Gokcha, al termine di un viaggio durato cinquantanove giorni. Le lettere papali furono tradotte prima in persiano e poi dal persiano in mongolo, e presentate a Bayju; ma i Tartari erano molto irritati dalla superbia dei Domenicani, che sottintendevano che il Papa era superiore perfino al Gran Khan, non offrivano doni, rifiutavano di prostrarsi davanti di Bayju, rifiutavano di andare alla corte imperiale e cercavano di convertire i loro ospiti.
I visitatori franchi furono quindi trattati con disprezzo: per nove settimane (giugno e luglio 1247) non venne data nessuna risposta alle loro lettere. Tre volte Bayju ordinò persino la condanna a morte degli ambasciatori. Alla fine, il 25 luglio 1247, furono congedati con la risposta del Noyan, datata 20 luglio. Nella risposta Bayju si lamentava delle parole altere degli ambasciatori latini e ordinava al Papa di venire di persona e di sottomettersi al Signore di tutta la terra (l'imperatore mongolo). La missione si concluse così in un completo fallimento; ma fu la prima ambasciata cattolica, ad eccezione di quella di Giovanni da Pian del Carpine, a raggiungere una corte mongola, e le informazioni che ne riportò sono preziose.
Vedi Vincenzo di Beauvais, Speculum historiale, libro xxxii. (a volte citato come xxxi.), cap. 26-29, 32, 34, 40-52, (cf. pp. 453 A-454 B nell'edizione di Venezia del 1591); oltre a questi molti altri capitoli dello Speculum historiale contengono probabilmente materiale derivato da Simone, e.g. l. xxxi. (o xxx.), cap. 3, 4, 7, 8, 13, 32; e l. xxx. (o xxix.), cap. 69, 71, 74-75, 78, 80.

## Opere

### Edizioni
- Simon de Saint-Quentin, Histoire des Tartares, édité par Jean Richard, Paris, Paul Geuthner, 1965. Recensione 1, Recensione 2.

### Studi
- Gregory G. Guzman: Simon of Saint-Quentin and the Dominican Mission to the Mongol Baiju: A Reappraisal, in: Speculum, Bd. 46 (1971), S. 232–249.
- Gregory G. Guzman: Simon of Saint-Quentin as Historian of the Mongols and Sejuk Turks, in: Medievalia et Humanistica. Studies in Medieval and Renaissance Culture, N. S. Bd. 3 (1972), S. 155–178.
- Gregory G. Guzman: The Encyclopedist Vincent of Beauvais and his Mongol Extracts from John of Plano Carpini and Simon of Saint-Quentin, in: Speculum, Bd. 49 (1974), S. 287–307.